# Drágffy család

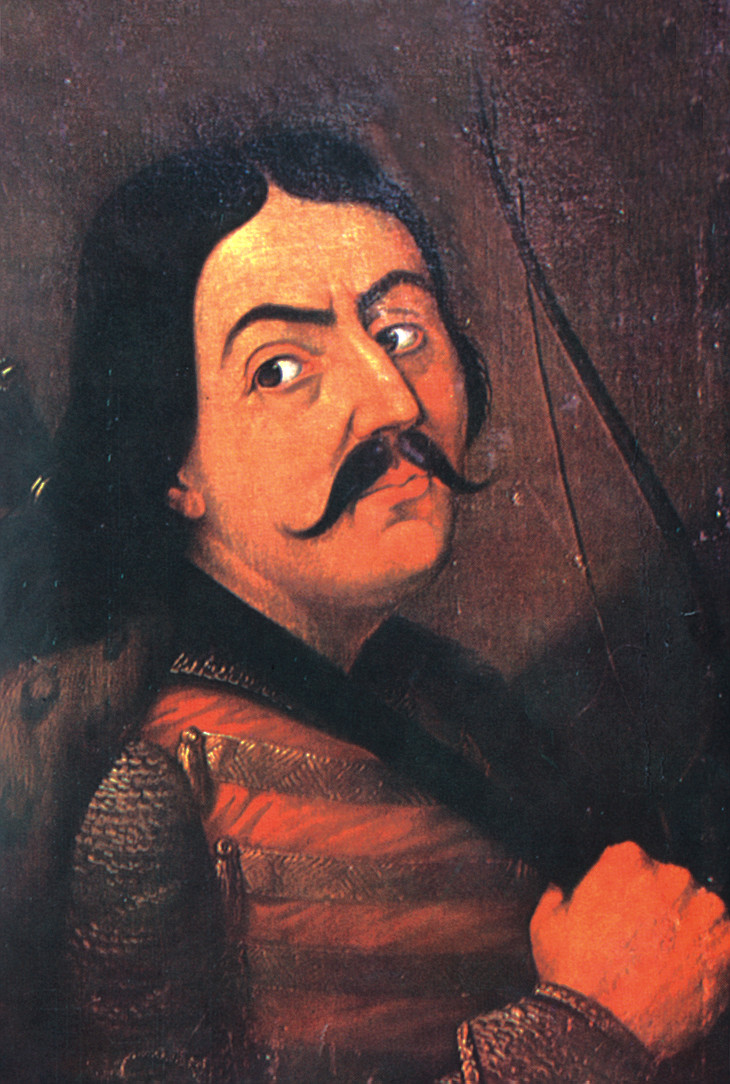
I. Drágos, Moldva fejedelme, egy 19. századbeli festményen

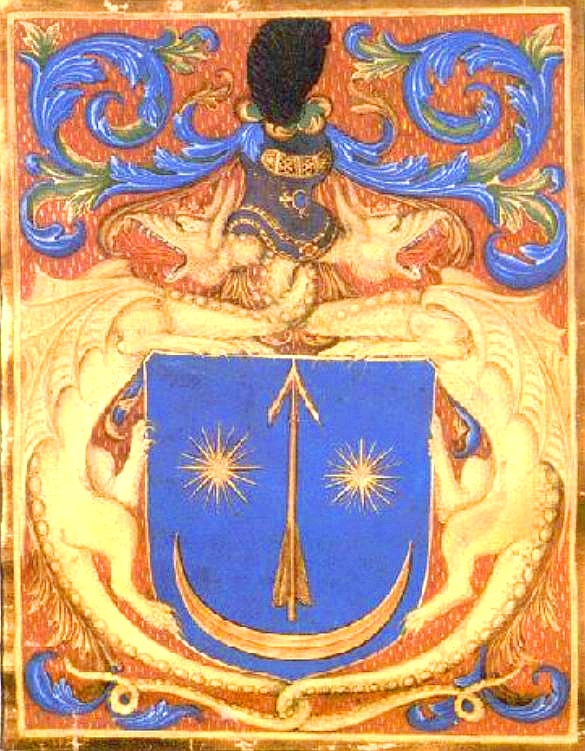

A bélteki Drágffy-család Oláhországból származik, ahol tekintélyes bojárok voltak. Bedőházi Drágos, Dragoș de Bedeu (Dragoș al Moldovei) máramarosi vajda, Moldva első fejedelme lett. Drágos vajdának két fia volt: Bélteki Szász (Sas al Moldovei) moldvai fejedelem és Gyulafalvi Drágos (Dragos de Giulești) vajda.
Bélteki Szász moldvai fejedelemnek öt gyermeke ismert: Bélteki Balk, Bélteki Drág, Bélteki „Oláh” János, Bélteki István (lengyelül Szczepan Węgrzyn Ryboticzky, románul Stefan Polonul) és egy lány, akinek Dragamér, Bodony várkapitánya volt a férje. Ő létesítette a máramarosi Dragomérfalvát (románul Dragomirești). Apjuk, Bélteki Szász fejedelem után mindannyian a Bélteki előnevet viselték.
Bélteki Balk (Balc al Moldovei és Szárazbereki Balk néven is ismert) 1359-ig moldvai fejedelem, majd szatmári, máramarosi és székely ispán volt.
1. Bélteki Balknak három fia volt:
11. Bélteki Balkfi Demeter (1391–1405)
12. Bélteki Balkfi „Oláh” János (1391–1395)
13. Bélteki Balkfi Sándor „Sandrin” (1395–1418), házastársa Jusztina úrnő (domina Justina; 1430–1432)
Bélteki Balkfi Sándor gyerekei Bélteki, Bélteki Balkfi, Sándrinfi és Vajdafi neveket viselnek. Ne tévesszük össze őket Drágffy Sándrin utódaival.
Sándornak négy gyermeke volt:
131. Bélteki Balkfi vagy Sándrinfi János (1431–1446), házastársa Katalin (1446)
132. Bélteki Balkfi vagy Sándrinfi László (1431)
133. Bélteki Balkfi vagy Sándrinfi Mihály (1455–1470). Nejét és szolgáját megölte, ezért Mátyás király összes javaitól megfosztotta és azokat Drágffy Bertalannak adományozta.
134. Bélteki Balkfi vagy Sándrinfi Anna (1446)
1. Bélteki Drág mesternek két fia volt:
11. Bélteki Drágffy György (1401–1433), első házastársa ecsedi Báthori Potenciána, második házastársa ismeretlen.
111. Bélteki Drágffy Miklós (1434–1480) első házastársa Kusalyi Jakcs Áfra (1459–1477), második házastársa ecsedi Báthori Katalin (†1493)

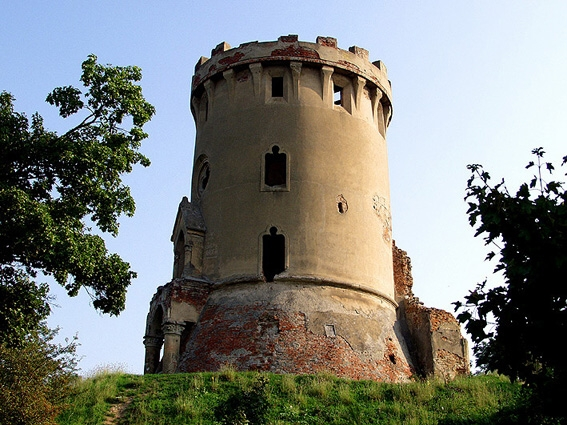
Az erdődi várat Drágffy Bertalan építtette 1481-ben a bélteki várral egy terv szerint

1111. Bélteki Drágffy Bertalan (1447–1501), házastársa Hédervári Dorottya. Bélteki Drágffy Bertalan Mátyás király és II. Ulászló alatt vitézségéről hírneves főúr. Előbb főpohárnoki tisztet viselt, majd erdélyi vajda lett.
1475. május 15-én I. Mátyás magyar király „Belthewk-i Dragfy Bertalan udvari testőr” érdemei fejében neki és atyjának, Miklósnak megengedi, hogy birtokaik területén bárhol arany-, ezüst-, réz-, vas-, ólom-, ón-, só- és bármely más ércbányát nyithatnak, és azt művelhetik.
Mátyás királyt követte a hitszegő erdélyi és havasalföldi vajdák elleni hadjáratba és amikor a király bevette Eggenburgot, ő volt a lovasság vezére. Mátyás őt bízta meg nejének, Beatrixnak kibékítésével. Jelen volt Németújhely bevételénél. Mátyás király halála után, mindamellett, hogy a király úgy kegyelte, nem Corvin János, hanem II. Ulászló pártjához csatlakozott s egyike volt azoknak, akiket II. Ulászló magyar király meghívására követül küldtek. II. Ulászló trónraléptekor Erdély vajdájává tette meg. Bélteki Drágffy György és testvére János 1507. március 28-án Budán II. Ulászlótól kapott bárói rangot és címert. Losonci Lászlót, vajdaságában társát hivatalából elmozdíttatta, és híveit kivégeztette. Mikor a török Szerbiába tört, Kinizsi Pállal együtt ő kergette ki onnan, valamint ő fojtotta el a pártütő Ujlaki Lőrinc által szított lázadást. II. Ulászló király 1498 közepén felmentette hivatalából, és helyébe Szentgyörgyi Pétert, Szentgyörgyi János volt erdélyi vajda fiát nevezte ki.
11111. Bélteki Drágffy Imre (1494)
11112. Bélteki Drágffy György (1494/1508), házastársa Guthi Országh Borbála (1510–1525).1500-ban megbízták a török ellen Albert királlyal kötött szerződés aláírásával. Nemsokára ezután meghalt.
111121. Bélteki Drágffy Zsigmond (1508)
11113. Bélteki Drágffy János országbíró. Első házastársa Homonnai Drugeth Katalin.
Drágffy János, a fent említett Drágffy Bertalannak fia, II. Ulászló és II. Lajos királyok főasztalnoka, tárnokmester és végül országbíró. Részt vett a Dózsa György elleni temesvári ütközetben, hol csaknem életét veszítette. Az 1525-ös hatvani országgyűlésen a király nevében ő mondta ki Werbőczy nádorrá való érvényességét. Az 1526-os mohácsi ütközetben ő vitte a király zászlaját s itt is esett el. A csata előtt 1526. augusztus 27-én megírta végrendeletét (Drágffy János végrendelete).
Drágffy Mátyás Mátyás király alatt a királyi tábla elölülője. Sixtus pápánál követségben járt. Korának egyik leghírnevesebb és legkiválóbb szónoka volt. Drágffy Tamás Mátyás király alatt a királyi tábla elölülője. Thuróczi János neki ajánlja krónikája egy részét. Antonio Bonfini megemlíti nagy tudományát és szónoki tehetségét.
111131. Bélteki Drágffy Gáspár (1516–1545. január 25.) Kraszna és Közép-Szolnok főispánja. Felesége 1539. június 16-ától somlyai Báthori Anna (†1560 után).
Drágffy Gáspár I. Ferdinánd alatt Kraszna és Közép-Szolnok megye főispánja volt. Egyike a református vallás legbuzgóbb híveinek és terjesztőinek. Nagyban hozzájárultak ehhez tanítói, Batizi András és Dévai Biró Mátyás, maguk is lelkes papjai és harcosai az üldözött protestantizmusnak. Pázmány Péter is megemlékszik róla: „Drágffy Gáspár is megmételyesedik Batizi András és Dévai Biró Mátyás tanításából”. Erdődre zsinatot akart egybehívni, de 1545-ben bekövetkezett halála meggátolta e terve kivitelében.
1111311. Bélteki Drágffy György (1543. április 24. – 1555. október 10.
Gáspár fia, atyjának főispáni hivatalában utóda. I. Ferdinánd annyira kegyelte, hogy engedte, hogy nagykorúságáig a főispáni teendőket anyja, Báthori Anna vezesse, hogy ne kelljen mást kinevezni addig helyébe.
1111312. Bélteki Drágffy János (1544. május 6.–1557. január 11.), Drágffy Gáspár és Báthori Anna második fia.
111132. Bélteki Drágffy Boldizsár (1519/1524)
111133. Bélteki Drágffy András (1522–1535)
111134. Bélteki Drágffy Farkas (1524–1535)
111135. Bélteki Drágffy Magdolna (1520–1557)
111136. Bélteki Drágffy Zsófia
11114. Bélteki Drágffy Anna (1522/1527), első házastársa Kanizsai László (1497–1525. szeptember 21), második házastársa Frangepán Kristóf horvát bán (†1527)
1112. Bélteki Drágffy Ferenc (1459–1472)
1113. Bélteki Drágffy György (1459–1477/1480)
1114. Bélteki Drágffy Péter (1472–1483)
1115. Bélteki Drágffy Julianna (1458–1500), első házastársa Szokoli Miklós (1462–1489), második házastársa ecsedi Báthori András (†1496/1497)
1115. Bélteki Drágffy Mária, kelengyelajstroma fontos nyelvemlék.
12. Bélteki Drágffy Sándor, Krasznasándorfalva alapítója.